# Etcatinona
A etcatinona (ETH-CAT), também conhecida como etilpropiona, é uma droga estimulante das classes das fenetilaminas, anfetaminas e catinonas substituídas. É o metabólito ativo da  pró-droga dietilcatinona, sendo totalmente responsável por seus efeitos. É vendida como droga projetada, e combinações com mefedrona também foram identificadas.

## Farmacologia
A farmacologia da etcatinona e outros psicoestimulantes foram analisadas em um artigo de Rothman e Baumann de 2006. A etcatinona atua principalmente como um agente de liberação de noradrenalina de potência moderada (EC50 = 99,3 nM); e também como inibidor da recaptação de dopamina relativamente fraco (Ki = 1.014 nM).
É uma pró-droga da dietilcatinona, e por isso é metabolizada de forma semelhante.

## Legalidade
A etcatinona, juntamente com a mefedrona e a flefedrona, foi proibida na Dinamarca em 18 de dezembro de 2008.
Em outubro de 2015, a etcatinona é uma substância controlada na China.
Por ser um isômero posicional da mefedrona, a etcatinona é proibida nos Estados Unidos,.